# Suvodanje
Suvodanje (em cirílico: Суводање) é uma vila da Sérvia localizada no município de Valjevo, pertencente ao distrito de Kolubara. A sua população era de 423 habitantes segundo o censo de 2011.

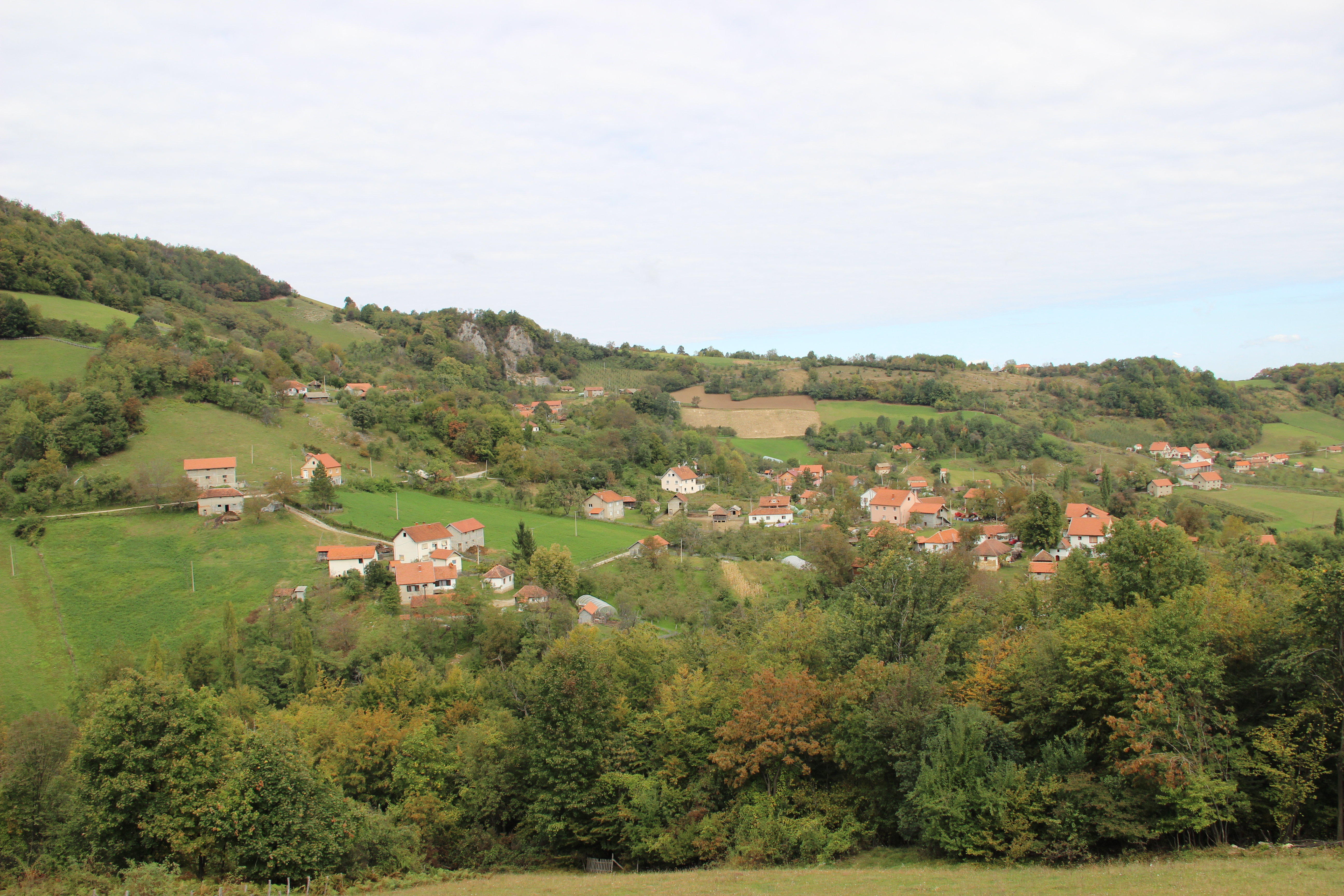
Suvodanje - panorama
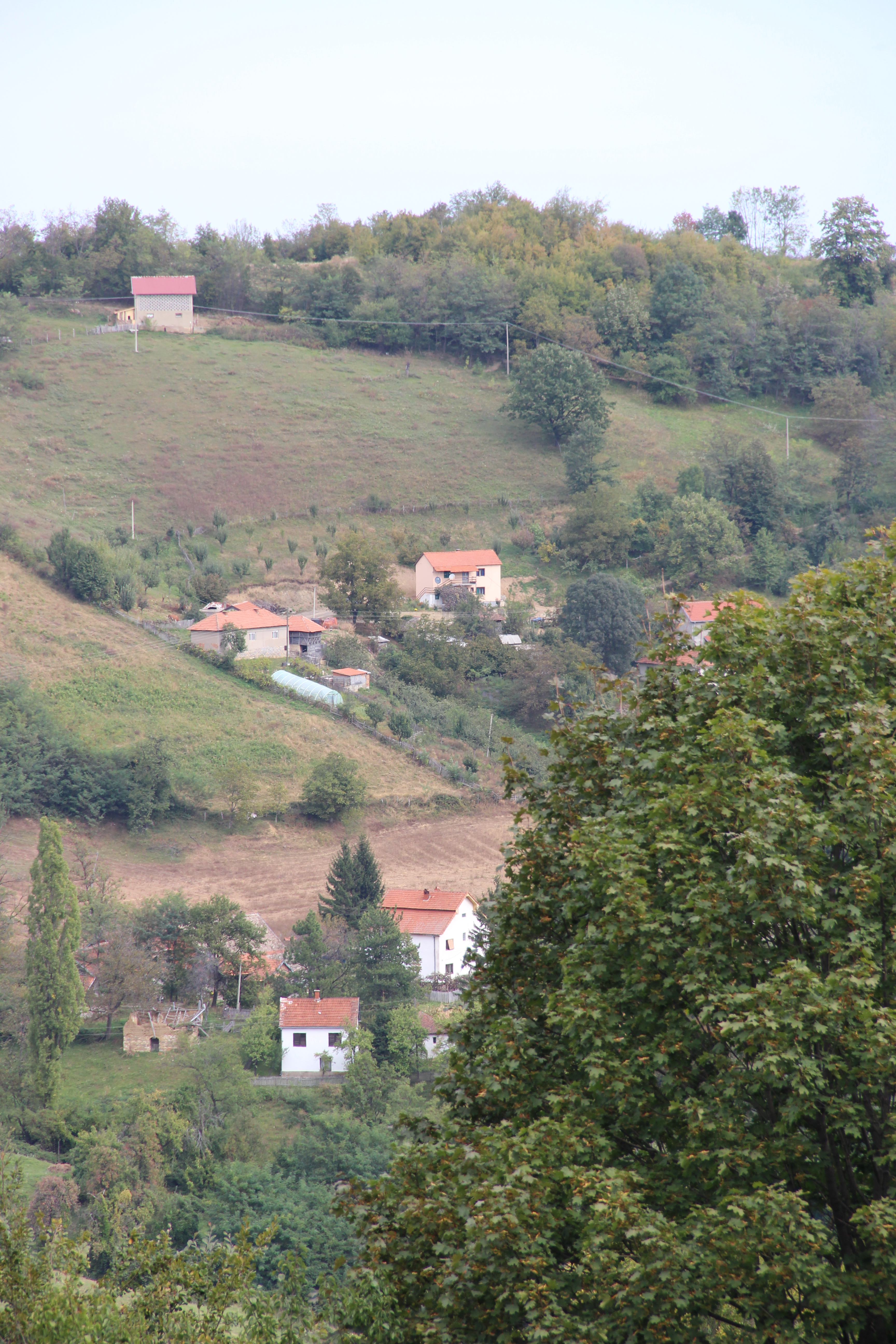
Suvodanje - panorama
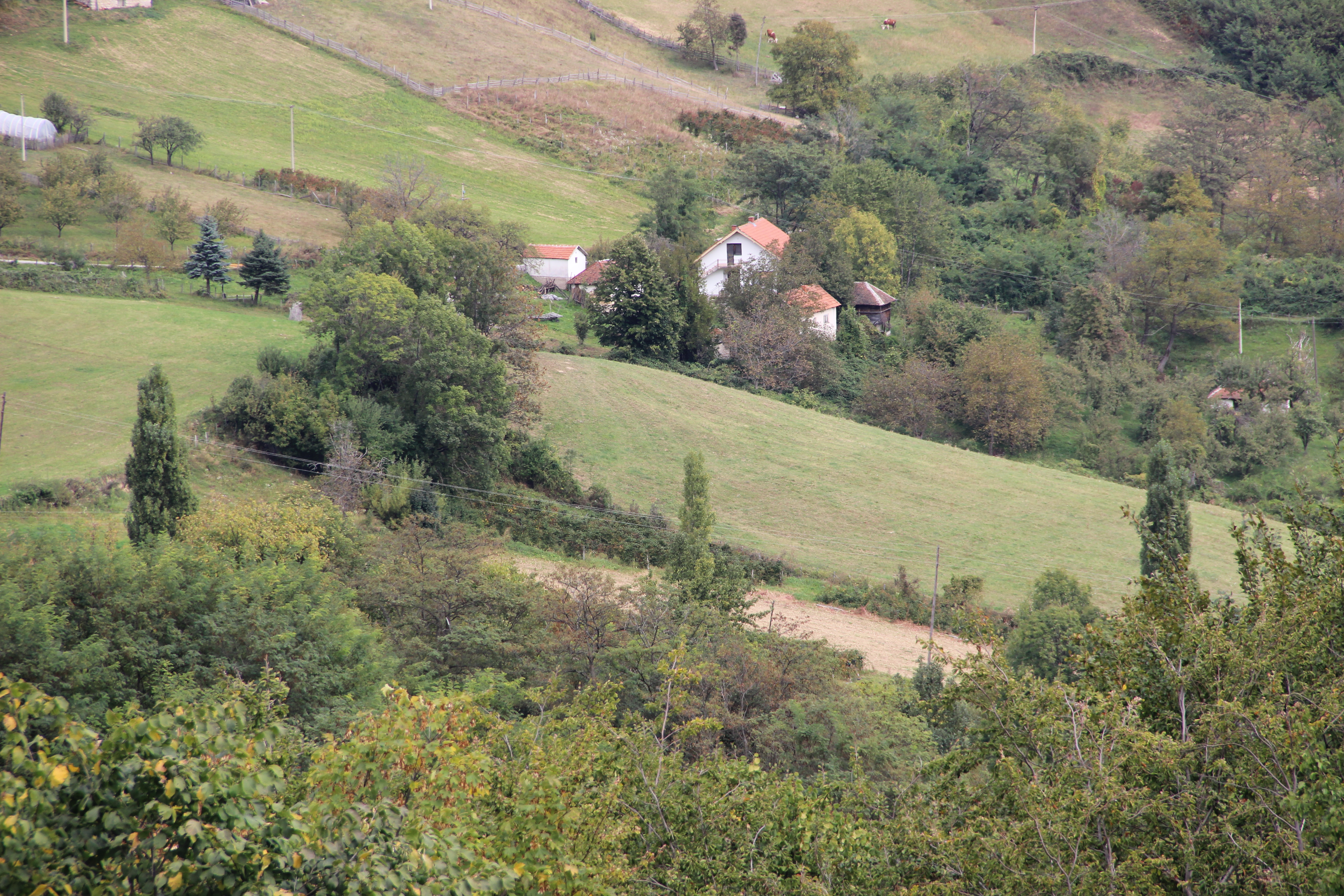
Suvodanje - panorama
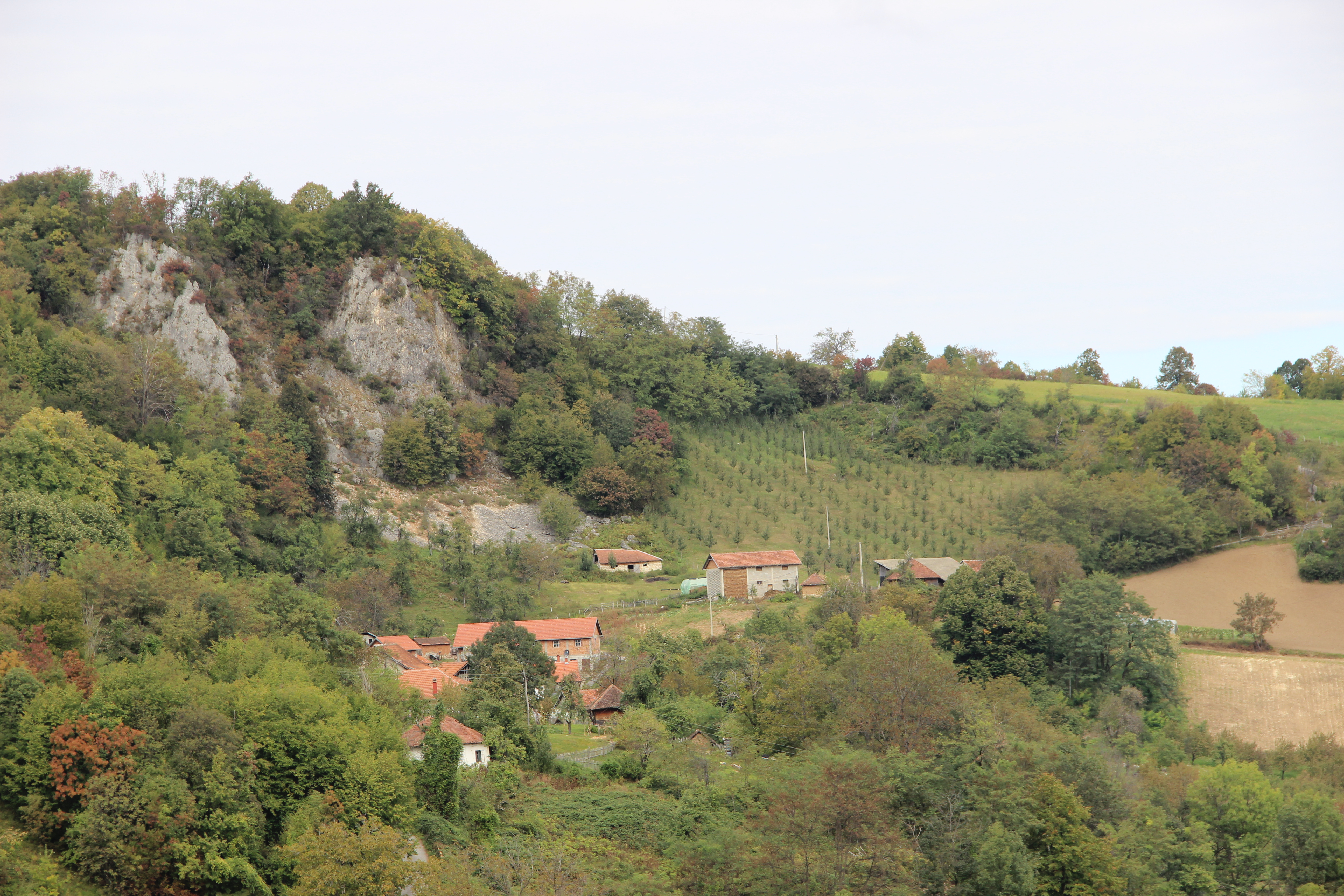
Suvodanje - panorama
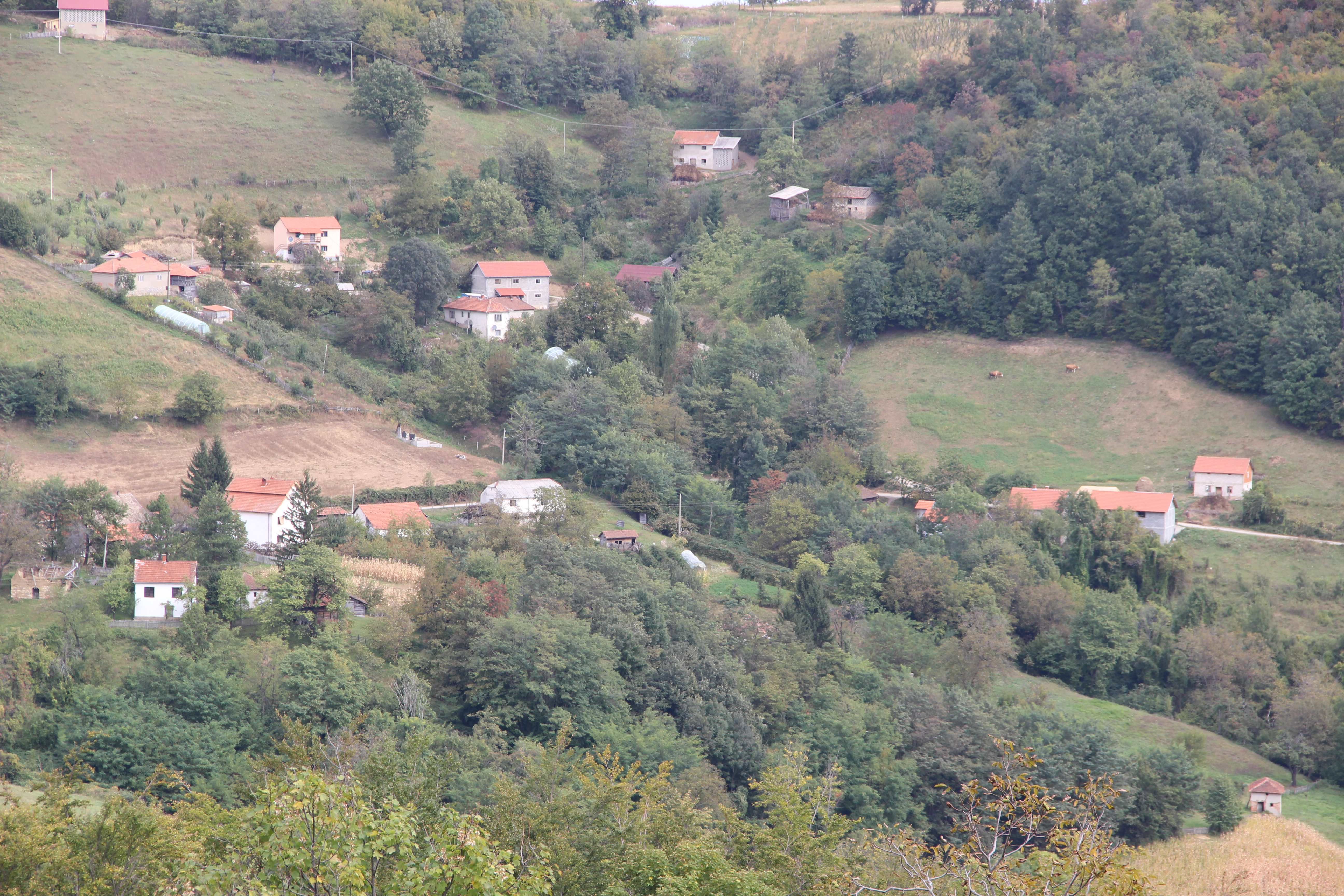
Suvodanje - panorama
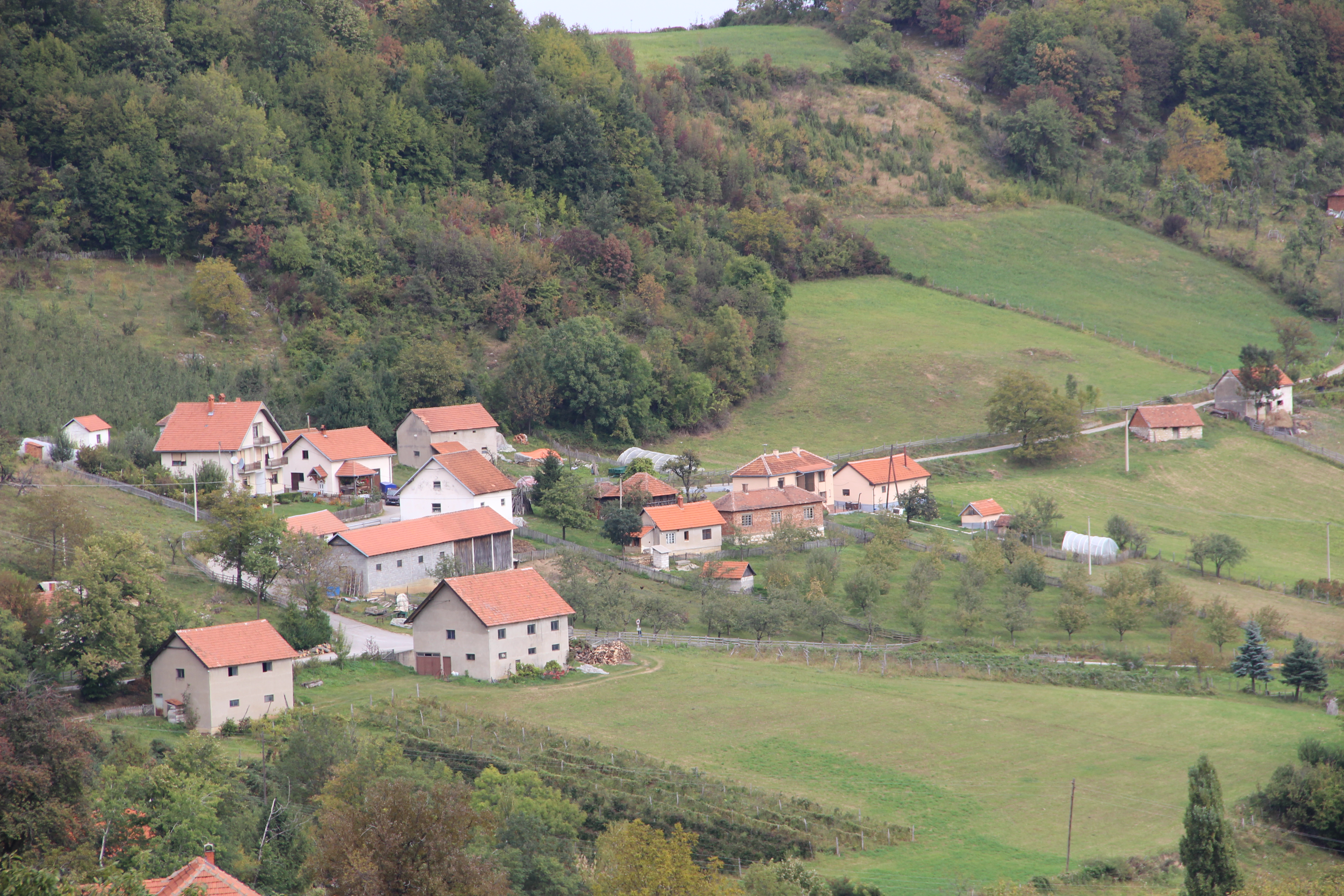
Suvodanje - panorama

## Demografia
| 1948  | 1953  | 1961  | 1971  | 1981 | 1991 | 2002 | 2011 |
| ----- | ----- | ----- | ----- | ---- | ---- | ---- | ---- |
| 1 238 | 1 267 | 1 212 | 1 033 | 804  | 698  | 578  | 423  |